# Province de Berrechid
La province de Berrechid est une subdivision à dominante rurale de la région marocaine
de Casablanca-Settat. Elle tire son nom de son chef-lieu, Berrechid.

## Géographie
Située dans la plaine de la Chaouïa, la province de Berrechid est bordée par :
- la région du Grand Casablanca au nord ;
- la province d'El Jadida (région de Doukkala-Abda) à l'ouest ;
- la province de Settat et la province de Ben Slimane (faisant comme elle partie de la région de Chaouia-Ouardigha), respectivement au sud et à l'est[5].

## Histoire
La province de Berrechid a été créée en 2009 par démembrement de la province de Settat.

## Administration et politique

### Découpage territorial
Selon la liste des cercles, des caïdats et des communes de 2009, la province de Berrechid est composée de 22 communes, dont 6 communes urbaines (ou municipalités) : Berrechid, le chef-lieu, El Gara, Ouled Abbou, Sidi Rahhal Chataï, Had Soualem et Deroua.
Les 16 communes rurales restantes sont rattachées à 8 caïdats, eux-mêmes rattachés à 2 cercles :
- cercle de Berrechid :
  - caïdat de Sidi El Mekki : Lahsasna, Sidi El Mekki,
  - caïdat d'Ouled Abbou-Lahdami : Zaouïat Sidi Ben Hamdoun, Laghnimyine, Ben Maachou, Sidi AbdelKhaleq,
  - caïdat d'Ouled Harriz Gharbia : Sahel Ouled H'Riz,
  - caïdat de Soualem Trifiya : Soualem Trifiya ;
- cercle d'El Gara :
  - caïdat d'Ouled Ziyane : Ouled Ziyane, Kasbat Ben Mchich,
  - caïdat de Jaqma : Jaqma, Lambarkiyne,
  - caïdat de Riah : Riah, Foqra Ouled Aameur,
  - caïdat de Mdakra Janoubia : Ouled Cebbah, Ouled Zidane ;

## Démographie
La population de la province de Berrechid connaît un fort accroissement : elle est passée de 280 688 à 362 751 habitants entre 1994 et 2004 , et de 362 751 à 482 312 habitants entre 2004 et 2014.
| Municipalités                  | 1994   | 2004   | 2014    |
| ------------------------------ | ------ | ------ | ------- |
| Berrechid                      | 54 781 | 89 830 | 136 634 |
| El Gara                        | 15 822 | 18 070 | 20 855  |
| Oulad Abbou                    | 10 019 | 10 748 | 11 299  |
| Sidi Rahhal Chataï             | -      | 8 140  | 20 628  |
| Had Soualem                    | 1 849  | 3 243  | 36 765  |
| Deroua                         | 2 687  | 10 373 | 47 719  |
| Données issues de recensements |        |        |         |